# 德萊尼·施內爾
德萊尼·施內爾（英語：Delaney Schnell，1998年12月21日—），美國跳水運動員，她代表美國隊參加了日本舉行的2020年夏季奧林匹克運動會，並且在女子雙人10米跳台比賽上獲得銀牌。